# Sexualupplysning i Sverige
Sexualupplysningen i Sverige började på 1880-talet med Knut Wicksell som en av de första förespråkarna för preventivmedel. Dock blev agitation för preventivmedel olagligt från år 1910 till 1938.
Sexualupplysning innebär upplysning om preventivmedel i olika former för skydd mot sjukdomar och för att sexuallivet skulle bli mer njutningsfullt, men främst för barnbegränsning som medel att minska fattigdom och misär, där det förekom på grund av stora familjer eller havandeskap bland ogifta kvinnor.

## Historia
En av de första svenska förespråkarna för preventivmedel var Knut Wicksell, dåvarande uppsalastudent. I både tal och skrift propagerade han för preventivmedel under 1880-talet. Trots att Wicksell sägs ha gjort detta relativt försiktigt skall detta ha fått starka reaktioner. Under denna tid ansågs det att preventivmedel uppmuntrade folket till ett omoraliskt och onaturligt levnadssätt. Därför var det ett känsligt ämne att tala om, speciellt i sociala sammanhang. Trots detta tryckte Wicksell på det nymalthusianska argumentet: att fattigdomen som ägde rum under denna tid orsakades av en stark befolkningstillväxt. Wicksell argumenterade även för användning av preventivmedel för att sexuallivet skulle bli mer njutningsfullt eftersom han ansåg att fortplantningen bara var en del av sexuallivet, utöver njutningen och gemenskapen.

## Tidigt 1900-tal
År 1910 började ungsocialisten Hinke Bergegren också propagera för preventivmedel, dock från en annan vinkel. Han propagerade utifrån kvinnornas sociala situation. I sitt föredrag Kärlek utan barn,1910, hävdade Bergegren att kvinnorna gjorde illegala aborter på grund av fattigdom och för att männen inte tog sitt ansvar. Han belyste också barnens perspektiv i detta: Att alla barn som föddes inte var välkomna och att de barn som föddes utanför äktenskapet stämplades som oäkta.
Hinke Bergegren redovisade i detalj om aktuella preventivmedel och metoderna bakom dessa. Hans argumentationer var social- och kvinnopolitisk men också rashygienisk. För sitt informerande arbete om preventivmedel fick Hinke Bergengren avtjäna ett kortare fängelsestraff. Han fick även lagen mot agitation för preventivmedel uppkallad efter sig- Lex Hinke, som antogs år 1910.
Under 1920-talet höll den norsk-svenska sexualupplysaren, journalisten och frihetliga socialist-agitatorn Elise Ottesen-Jensen sina föredrag runt omkring i landet och både upplyste om preventivmedel och agiterade mot preventivlagen. Hon fick till viss del välja sina ord väl, eftersom polisen kunde sitta på första raden. Men hon åtalades aldrig. Ottesen-Jensen gav även ut ett avsnitt om preventivmedel i sin bok Ovälkomna barn utan att något ingripande gjordes.
När RFSU bildades skrevs kravet på preventivlagens slopande in i förbundsprogrammet. Ståndpunkten var självklar och okontroversiell inom förbundet och det agiterades inte så mycket mot lagen utan tyngdpunkten i verksamheten låg snarare på upplysning om preventivmedel. Argumenten mot lagen var vid det här laget även väl kända. Dock ska man komma ihåg att det var just upplysning om preventivmedel som lagen förbjöd. Inom RFSU inriktades alltså arbetet främst på upplysning och försäljning av olika preventiva medel.
Enligt Ottesen-Jensen var att använda preventivmedel lika med att "bringa människoaveln in under kultur". Med preventivmedel skulle onödiga graviditeter undvikas och endast välkomna barn skulle komma till världen. Ottesen-Jensen och RFSU tryckte hårt på argumenten att de riskfyllda illegala aborternas antal skulle kunna förebyggas med preventiva medel. Sexuella problem som frigiditet, eller hypoaktiv sexuell störning, och impotens antogs delvis vara orsakade av en rädsla för en oönskad graviditet. Därför menande de att dessa medel även kunde öka den sexuella njutningen.
RFSU omfattade inte den nymalthusianska överbefolkningsteorin och de rashygieniska argumenten för preventivmedel förekom ytterst sparsamt. RFSU såg preventivmedelsanvändningen istället som ett förnuftigt sätt för människan att ta kontroll över sina egna liv genom att planera barnafödandet och förebygga oönskade graviditeter och aborter. Och det var viktigt att preventivmedel möjliggjorde ett njutningsfullt sexliv.
Kampen fördes nu under ett nytt begrepp: frivilligt föräldraskap. I sexualfrågan hyllade Ottesen-Jensen "det frivilliga föräldraskapets princip", vilket enligt henne omfattade den ogifta kvinnans rätt till preventivmedel och abort och den ogifta kvinnans rätt att vara mor. Begreppet "frivilligt föräldraskap" användes även av den socialdemokratiska politikern och diplomaten Alva Myrdal samt hennes man Gunnar Myrdal som var nationalekonom samt socialdemokratisk politiker, i den befolkningspolitiska debatten.
1937 utgav RFSU:s förlag Nils Nielsens bok Praktisk födelsekontroll. En lärobok för läkare, sköterskor och barnmorskor. I boken beskrevs de olika preventivmedlen samt dess för- och nackdelar. Att Nielsen gav ut denna bok till just medicinsk personal ska inte ses som en manöver för att undankomma preventivlagen. Säkerligen hade Nils Nielsen kunnat skriva en bok inom samma ämne och ge ut till allmänheten utan att åtalas, för som han själv skrev, idén om födelsekontroll hade blivit allt mer accepterad, även från officiella håll. Men läkares och annan sjukvårdspersonals bristfälliga kunskaper på området motiverade enligt honom en bok.
De som tog avstånd från alla typer av preventivmedel förde i regel fram den sexuella avhållsamheten som ett alternativ. Detta alternativ tyckte RFSU var orealistiskt. Enligt Ottesen-Jensen ledde längre avhållsamhet från sex till "svåra själsliga lidanden" och "söndring och osämja" inom äktenskapet. Men förespråkarna för avhållsamheten hördes inte i lika stor omfattning under debatten på 1930-talet som de tidigare hade gjort.

## Preventivmedel började accepteras
Under 1930-talet hade preventivmedel börjat accepteras allt mer i samhället, med vissa reservationer. Vissa läkare ansåg till exempel att det var endast rätt att använda preventivmedel om personen hade särskilda skäl. Om man till exempel var gift och redan hade fler barn eller om man var sjuk.
I sin bok tog Nielsen upp fråga om villkor och redovisade några tyska läkares åsikter om att preventivmedel skulle kunna ges till människor med sociala problem, men inte till omyndiga, flickor som inte haft samlag eller prostituerade kvinnor. Nielsen ansåg att indikationer vid födelsekontroll var orimlig, vilket även var RFSU:s uppfattning. Förbundet, alltså RFSU, menade att de personer som använde preventivmedel tog ansvar. Att det skulle vara "egoistiskt" av äkta makar att praktisera barnbegränsning var ett argument de inte ens bemötte. Förbundet trodde heller inte att unga människor "förleddes" av preventivmedel. Man ansåg inom förbundet att det var oansvarigt att människor nekades upplysning om preventivmedel.
1934 föreslog Medicinalstyrelsen att lagen (Lex Hinke) skulle kvarstå men omformuleras så att vederhäftig upplysning om preventivmedel blev tillåten. Samma år tillsatte regeringen en preventivmedelsutredning vilken då föreslog att lagen skulle slopas och ersättas med en förordning för preventivmedelsförsäljning.
Preventivlagen slopades 1938. Istället tillkom en förordning för försäljning av de preventiva medlen. Befolkningskommissionen hade velat ålägga apoteken att preventivmedel, men de motsatte sig apotekssammanslutningarna. Alla preventivmedelsförsäljare, apoteken undantagna, blev nu tvungna att söka tillstånd hos länsstyrelsen.